# Мішель Морганелла
Мішель Морганелла (нім. Michel Morganella, нар. 17 травня 1989, Сьєрр) — швейцарський футболіст, захисник клубу «Палермо».
Насамперед відомий виступами за «Новару», а також національну збірну Швейцарії.

## Клубна кар'єра
Народився 17 травня 1989 року в місті Сьєрре, кантон Вале, в родині італійця і швейцарки.
Вихованець юнацьких команд футбольних клубів «Кіппіс» та «Сьйон».
У дорослому футболі дебютував 2006 року виступами за «Базель», в якому провів три сезони, взявши участь лише у 6 матчах чемпіонату.
Своєю грою привернув увагу представників тренерського штабу «Палермо», до складу якого приєднався 30 січня 2009 року, ставши першим швейцарцем у складі «росанеро». Відіграв за клуб зі столиці Сицилії наступні півтора року своєї ігрової кар'єри.
Протягом 2010—2012 років захищав кольори «Новари», допомігши команді вперше за 55 років піднятись до Серії А.
До складу «Палермо» повернувся 22 червня 2012 року разом з колегою по команді Саміром Уйкані. Наразі не відіграв за клуб зі столиці Сицилії жодного матчу в національному чемпіонаті.

## Виступи за збірні
2004 року дебютував у складі юнацької збірної Швейцарії, у складі якої за п'ять років взяв участь у 37 іграх на юнацькому рівні, відзначившись 6 забитими голами.
2009 року залучався до складу молодіжної збірної Швейцарії. На молодіжному рівні зіграв у 2 офіційних матчах.
2012 року захищав кольори олімпійської збірної Швейцарії на Олімпійських іграх 2012 року у Лондоні. Проте вже після другого матчу на турнірі Мішель був вигнаний з розташування збірної за расистські висловлювання на адресу олімпійської збірної Південної Кореї, опубліковані на його сторінці в соціальній мережі Twitter.
30 травня 2012 року дебютував в офіційних матчах у складі національної збірної Швейцарії в товариській грі зі збірною Румунії, який завершився поразкою швейцарців з рахунком 0-1.
Наразі провів у формі головної команди країни 1 матч.

## Статистика виступів

### Статистика клубних виступів
:Статистика станом на 31 травня 2012 року.
| Сезон               | Команда             | Чемпіонат           | Чемпіонат | Чемпіонат | Національний кубок | Національний кубок | Національний кубок | Континентальні кубки | Континентальні кубки | Континентальні кубки | Інші змагання | Інші змагання | Інші змагання | Усього | Усього |
| Сезон               | Команда             | Ліга                | Ігор      | Голів     | Ліга               | Ігор               | Голів              | Ліга                 | Ігор                 | Голів                | Ліга          | Ігор          | Голів         | Ігор   | Голів  |
| ------------------- | ------------------- | ------------------- | --------- | --------- | ------------------ | ------------------ | ------------------ | -------------------- | -------------------- | -------------------- | ------------- | ------------- | ------------- | ------ | ------ |
| 2006-07             | «Базель»            | СЛ                  | 3         | 0         | КШ                 | 0                  | 0                  | —                    | —                    | —                    | —             | —             | —             | 3      | 0      |
| 2007-08             | «Базель»            | СЛ                  | 1         | 0         | КШ                 | 0                  | 0                  | КУЄФА                | 1                    | 0                    | —             | —             | —             | 2      | 0      |
| 2008-09             | «Базель»            | СЛ                  | 2         | 0         | КШ                 | 1                  | 0                  | ЛЧ                   | 1                    | 0                    | —             | —             | —             | 4      | 0      |
| Усього за «Базель»  | Усього за «Базель»  | Усього за «Базель»  | 6         | 0         |                    | 1                  | 0                  |                      | 2                    | 0                    |               |               |               | 9      | 0      |
| 2008-09             | «Палермо»           | A                   | 2         | 0         | —                  | —                  | —                  | —                    | —                    | —                    | —             | —             | —             | 2      | 0      |
| 2009-10             | «Палермо»           | A                   | 0         | 0         | КІ                 | 0                  | 0                  | —                    | —                    | —                    | —             | —             | —             | 0      | 0      |
| 2010-11             | «Новара»            | B                   | 31+3      | 0         | КІ                 | 3                  | 0                  | —                    | —                    | —                    | —             | —             | —             | 37     | 0      |
| 2011-12             | «Новара»            | A                   | 30        | 0         | КІ                 | 3                  | 0                  | —                    | —                    | —                    | —             | —             | —             | 33     | 0      |
| Усього за «Новару»  | Усього за «Новару»  | Усього за «Новару»  | 61+3      | 0         |                    | 6                  | 0                  |                      | —                    | —                    |               |               |               | 70     | 0      |
| 2012-13             | «Палермо»           | A                   | 0         | 0         | КІ                 | 0                  | 0                  | —                    | —                    | —                    | —             | —             | —             | 0      | 0      |
| Усього за «Палермо» | Усього за «Палермо» | Усього за «Палермо» | 2         | 0         |                    | 0                  | 0                  |                      | —                    | —                    |               |               |               | 2      | 0      |
| Усього за кар'єру   | Усього за кар'єру   | Усього за кар'єру   | 69+3      | 0         |                    | 7                  | 0                  |                      | 2                    | 0                    |               |               |               | 81     | 0      |

### Статистика виступів за збірну
| Дата       | Місто  | Господарі | Результат | Гості   | Турнір           | Голи | Примітки |
| ---------- | ------ | --------- | --------- | ------- | ---------------- | ---- | -------- |
| 30/05/2012 | Люцерн | Швейцарія | 0 – 1     | Румунія | товариський матч | -    |          |
| Усього     |        | Матчів    | 1         |         | Голів            | '    |          |

## Титули і досягнення
- Чемпіон Швейцарії (1):

«Базель»: 2007-08
- Володар Кубка Швейцарії (2):

«Базель»: 2006-07, 2007-08